# Höganäs BK

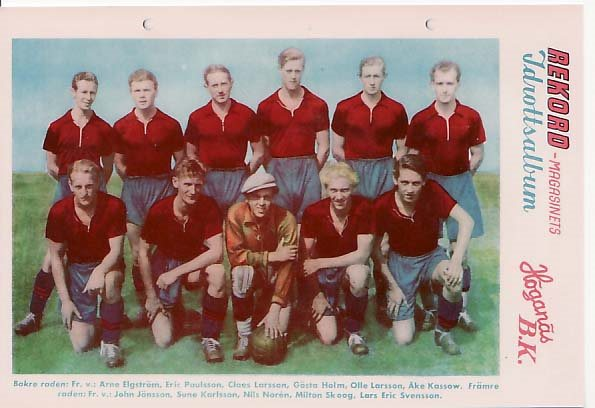
Höganäs BK Jahr 1944 während der großen Zeit, der Verein aus Schonen, der in der zweithöchsten Serie am meisten spielte, als sie während der gesamten drei Jahrzehnte (1930–60er) mehrmals kurz davor standen, in die Allsvenskan aufzusteigen.

Höganäs BK ist ein schwedischer Fußballverein aus Höganäs. Der Klub spielte mehrere Jahre in der zweiten schwedischen Liga.

## Geschichte
Höganäs BK gründete sich 1913. Zunächst trat die Mannschaft unterklassig an, ehe sie 1931 als Staffelsieger der seinerzeit drittklassigen Division 3 Sydsvenska nach Erfolgen in den Aufstiegsspielen gegen Krokslätts FF in die zweite Liga aufstieg. Nachdem sie anfangs im Abstiegskampf bestehen musste, etablierte sich die Mannschaft im mittleren Tabellenbereich der Südstaffel und hielt sich 14 Spielzeiten auf dem zweiten Spielniveau. Dem Abstieg mit Bromölla IF 1945 folgte nach zwei Siegen in der Aufstiegsrunde gegen Varbergs BoIS der direkte Wiederaufstieg. Erneut setzte sich die Mannschaft im mittleren Tabellenbereich fest, bis sie in der Spielzeit 1952/53 als Zweiter der Südweststaffel das beste Ergebnis der Vereinsgeschichte erzielte. Sie konnte den Erfolg nicht bestätigen und rutschte in den folgenden Jahren in den Abstiegskampf. 1960 verpasste sie erneut den Klassenerhalt in der zweiten Liga und stürzte in der Folge bis in die Viertklassigkeit ab.
Höganäs BK pendelte in den 1960er Jahren mehrfach zwischen dem dritten und vierten Liganiveau. Nach dem Aufstieg 1969 etablierte sich die Mannschaft in der dritten Liga im vorderen Bereich und verpasste oftmals nur knapp die Aufstiegsspiele zur zweiten Liga. Dem kurzen Aufschwung folgte 1973 der erneute Absturz in die vierte Liga, in dessen Folge sie erneut zur Fahrstuhlmannschaft avancierte. 1986 wurde der Klub Opfer einer Ligareform und stieg in die Fünftklassigkeit ab. In der Folge verschwand die Mannschaft aus dem höherklassigen Fußball. Seit sie zur Spielzeit 2003 in die fünfte Liga wieder aufstieg, konnte sie sich in der Liga stabilisieren. Zwischen 2014 und 2017 spielte der Klub vier Spielzeiten in der viertklassigen Division 2, 2020 gelang der erneute Aufstieg.